# El Castell de Cabrera
El Castell de Cabrera és una urbanització residencial pertanyent al municipi de Cabrera d'Anoia, situada al nord del terme municipal i molt pròxima al castell de Cabrera.
Segons dades d'IDESCAT, l'any 2013 tenia 410 habitants, un 30,6% de la població total del municipi (1338 habitants). És la segona entitat de població amb més habitants del municipi, després de la urbanització de Can Ros (Cabrera d'Anoia).
La urbanització es va començar a consolidar a partir de 1970, amb un miler de parcel·les, de les quals n'hi ha edificades unes 600.
Aquesta urbanització resta dividida en dos barris separats degut a la seva orografia boscosa i de muntanya: la Fase 1, que està enclavada entre el Pic de l'Àguila (Cabrera d'Anoia) (403m) i el Torrent de l'Àngel; i la Fase 2, situada a l'antic Pla de les Oliveres.
Disposa de diversos equipaments com un camp de futbol, dos parcs infantils, una piscina olímpica (ja en desús), un restaurant (en desús també), dos bars, una botiga de queviures, un local social, etc. Hi ha l'Associació de Veïns del Castell de Cabrera.
En els seus terrenys hi ha el Castell de Cabrera, datat del segle x, l'església de Sant Salvador, els antics forns de l'època medieval, destruïts en part quan es va fer el vial d'accés a la urbanització, les Coves i Avencs del Mamut, i les restes de la Creu de Terme o Creu Trencada. El cementiri de Cabrera d'Anoia se situa a la Fase 1 de la urbanització.
Celebra la seva festa major a l'agost.